# Шахтоуправління «Ровеньківське»
ДВАТ Шахтоуправління «Ровеньківське». Входить до ДХК «Ровенькиантрацит». Розташована у місті Ровеньки Луганської області.
Включає дві виробничі одиниці — шахту «1-2 Ровеньківську» і шахту «№ 2 Луганська» загальною виробничою потужністю 380 тис.т вугілля на рік. У 2003 р «1-2 Ровеньківська» видобула 281,8 тис.т, шахту «№ 2 Луганська» — 491,2 тис.т вугілля.
Адреса: 94706, м.Ровеньки, Луганської обл.